# تراست کمپانی
تراست کمپانی (انگلیسی: Trust Company) شرکت سخت‌افزار هلندی است، که در سال ۱۹۸۳ تأسیس شد.